# Raliul Aradului
Raliul Aradului este un raliu pe macadam care a fost organizat pentru prima oară în anul 2009. El face parte din Campionatul Național de Raliuri, organizat de către FRAS (Federația Română de Automobilism Sportiv).
Datorită probelor foarte tehnice, Raliul Aradului a devenit un nume cu greutate în automobilismul românesc.
Traseul a fost deseori comparat cu probele specifice raliurilor finlandeze.
Se dorește ca pe viitor, Raliul Aradului să devină o importantă probă internațională, datorită probelor foarte solicitante pentru piloți, dar și datorită organizării impecabile.
Suprafața de concurs a fost constant îmbunătățită de-a lungul anilor de către autoritățile locale. Pe anumite probe speciale, solul este foarte nisipos, concurenții fiind nevoiți să aleagă pneuri cât mai aderente.

## Ediția 2012
Competiția s-a desfășurat între 17-18 august, odată cu începerea Zilelor Aradului. Fostul pilot, Mihai Leu, a fost organizatorul ediției, fiind sprijinit de către primăria municipiului Arad și Consiliului Județean Arad.
Raliul a fost probă comună, atât pentru concurenții din CNR, cât și pentru cei din campionatul unguresc de raliuri.
Lungimea totală a raliului a fost de 494,20 km, împărțită pe 11 probe speciale de macadam.
Deși la start s-au înscris 76 de echipaje, 43 din România și 33 din Ungaria, numai 65 s-au prezentat la verificările administrative, 36 fiind din Romania, iar 29 din campionatul unguresc (13 din prima divizie, 16 din divizia secundă).
Etapa a fost castigata de François Delecour (Peugeot 207 S2000), fiind urmat de Gergo Szabo (Skoda Fabia S2000) si Robert Butor (Mitsubishi Evo 10 R4).

### Shakedown
Cei mai rapizi concurenți pe shakedown-ul de la Fălticeni de aproximativ 5 km, au fost:
| Rezultat OPEN (CNR + Campionatul unguresc) | Rezultat OPEN (CNR + Campionatul unguresc) | Rezultat OPEN (CNR + Campionatul unguresc) | Rezultat OPEN (CNR + Campionatul unguresc) |
| Pos                                        | Pilot                                      | Automobil                                  | Timp                                       |
| ------------------------------------------ | ------------------------------------------ | ------------------------------------------ | ------------------------------------------ |
| 1                                          | Botka David                                | Mitsubishi Evo IX R4                       | 2:46,40                                    |
| 2                                          | Kazar Miklos                               | Mitsubishi Evo IX                          | 2:48,50                                    |
| 3                                          | Marco Tempestini                           | Skoda Fabia S2000                          | 2:48,60                                    |
| 4                                          | Gergo Szabo                                | Skoda Fabia S2000                          | 2:49,60                                    |
| 5                                          | Francois Delecour                          | Peugeot 207 S2000                          | 2:50,00                                    |
| 6                                          | Dan Girtofan                               | Skoda Fabia S2000                          | 2:53,80                                    |
| 7                                          | Butor Robert                               | Mitsubishi Evo X R4                        | 2:54,00                                    |
| 8                                          | Bogdan Marisca                             | Mitsubishi Evo IX                          | 2:55,20                                    |
| 9                                          | Petho Istvan                               | Mitsubishi Evo IX RS                       | 2:57,30                                    |
| 10                                         | Balogh Janos                               | Mitsubishi Evo IX                          | 2:57,90                                    |
| 11                                         | Valentin Porcișteanu                       | Mitsubishi Evo X R4                        | 2:59,00                                    |
| 12                                         | Rares Tomita                               | Mitsubishi Evo IX                          | 2:59,50                                    |
| 13                                         | Daniel Ungur                               | Subaru Impreza STI                         | 2:59,90                                    |
| 14                                         | Florin Crisan                              | Subaru Impreza STI                         | 3:00,30                                    |
| 15                                         | Osvath Peter                               | Mitsubishi Evo IX                          | 3:01,90                                    |

| Rezultat clasele 5,6,9 + Divizia secundă maghiara | Rezultat clasele 5,6,9 + Divizia secundă maghiara | Rezultat clasele 5,6,9 + Divizia secundă maghiara | Rezultat clasele 5,6,9 + Divizia secundă maghiara |
| Pos                                               | Pilot                                             | Automobil                                         | Timp                                              |
| ------------------------------------------------- | ------------------------------------------------- | ------------------------------------------------- | ------------------------------------------------- |
| 1                                                 | Vlad Cosma                                        | Citroen C2R2 Max                                  | 3:08,40                                           |
| 2                                                 | Bereczki Norbert                                  | Citroen C2R2 Max                                  | 3:11,60                                           |
| 3                                                 | Sebastian Barbu                                   | Citroen DS3                                       | 3:21,10                                           |
| 4                                                 | Bogdan Barbu                                      | Dacia Logan                                       | 3:23,50                                           |
| 5                                                 | Georgi Geradzhiev                                 | Ford Fiesta ST                                    | 3:24,70                                           |
| 6                                                 | Raul Badiu                                        | Dacia Logan                                       | 3:25,00                                           |
| 7                                                 | Radu Arhire                                       | Dacia Logan                                       | 3:29,30                                           |
| 8                                                 | Bogdan Vrabie                                     | Dacia Logan                                       | 3:30,60                                           |
| 9                                                 | Florin Tincescu                                   | Dacia Logan                                       | 3:31,30                                           |
| 10                                                | Bogdan Nastase                                    | Dacia Logan                                       | 3:32,30                                           |
| 11                                                | Adrian Dragan                                     | Citroen C2R2 Max                                  | 3:32,30                                           |
| 12                                                | Kuncz Deszo                                       | Honda Civic Type R                                | 3:36,50                                           |
| 13                                                | Sebastian Gioarsa                                 | Dacia Logan                                       | 3:36,60                                           |
| 14                                                | Krecskay Krisztian                                | Honda Civic Type R                                | 3:38,30                                           |
| 15                                                | Catalin Berari                                    | Mitsubishi Evo VI                                 | 3:41,10                                           |

Echipajul Florin Crisan/Mircea Onofrei a fost nevoit să abandoneze după terminarea shakedown-ului, motorul STI-ului suferind o defecțiune.

### PS 1 - Superspeciala
Prima probă a raliului s-a desfășurat pe kartodrom. Cu o lungime de 2 km, traseul a avut o suprafață mixtă, asfalt și macadam.
| Rezultat PS1 OPEN (CNR + Campionatul unguresc) | Rezultat PS1 OPEN (CNR + Campionatul unguresc) | Rezultat PS1 OPEN (CNR + Campionatul unguresc) | Rezultat PS1 OPEN (CNR + Campionatul unguresc) |
| Pos                                            | Pilot                                          | Automobil                                      | Timp                                           |
| ---------------------------------------------- | ---------------------------------------------- | ---------------------------------------------- | ---------------------------------------------- |
| 1                                              | Norbert Herczig                                | Skoda Fabia S2000                              | 02:31,20                                       |
| 2                                              | Frigyes Turan                                  | Ford Fiesta S2000                              | 02:32,60                                       |
| 3                                              | David Botka                                    | Mitsubishi Evo IX R4                           | 02:32,70                                       |
| 4                                              | Gergo Szabo                                    | Peugeot 207 S2000                              | 02:33,50                                       |
| 5                                              | Francois Delecour                              | Skoda Fabia S2000                              | 02:33,58                                       |
| 6                                              | Robert Butor                                   | Mitsubishi Evo X R4                            | 02:33,60                                       |
| 7                                              | Miklos Kazar                                   | Mitsubishi Evo IX                              | 02:35,10                                       |
| 8                                              | Andras Hadik                                   | Subaru Impreza STI                             | 02:36,00                                       |
| 9                                              | Peter Elek                                     | Mitsubishi Evo IX                              | 02:36,10                                       |
| 10                                             | Janos Balogh                                   | Subaru Impreza STI                             | 02:37,50                                       |

| Rezultat PS1 CNR | Rezultat PS1 CNR     | Rezultat PS1 CNR       | Rezultat PS1 CNR |
| Pos              | Pilot                | Automobil              | Timp             |
| ---------------- | -------------------- | ---------------------- | ---------------- |
| 1                | Gergo Szabo          | Peugeot 207 S2000      | 02:33,50         |
| 2                | Francois Delecour    | Skoda Fabia S2000      | 02:33,58         |
| 3                | Edwin Keleti         | Mitsubishi Evo X       | 02:38,50         |
| 4                | Marco Tempestini     | Skoda Fabia S2000      | 02:38,70         |
| 5                | Bogdan Marisca       | Mitsubishi Evo IX      | 02:40,00         |
| 6                | Daniel Ungur         | Subaru Impreza STI     | 02:41,40         |
| 7                | Valentin Porcișteanu | Mitsubishi Evo X R4    | 02:42,30         |
| 8                | Simone Tempestini    | Subaru Impreza STI N15 | 02:42,50         |
| 9                | Dan Girtofan         | Skoda Fabia S2000      | 02:42,80         |
| 10               | Rares Tomita         | Mitsubishi Evo IX      | 02:42,90         |

După prima probă specială, mașina lui Edwin Keleti nu a funcționat în parametri optimi, în timp ce Marco Tempestini a avut probleme cu cutia de viteze.

### PS 2 - Selin's 1
A doua probă specială a raliului, Selin's 1, are 10,9 kilometri de macadam. Concurenții au fost foarte incomodați de praful foarte gros ce se ridica, Bogdan Marisca fiind nevoit să abandoneze după ce a ieșit în decor după numai trei viraje de la startul probei. Colegul său, Marco Tempestini, termină proba pe pană, mașina fiind destul de șifonată, cu aripa stângă distrusă.
| Rezultat PS2 CNR | Rezultat PS2 CNR     | Rezultat PS2 CNR       | Rezultat PS2 CNR |
| Pos              | Pilot                | Automobil              | Timp             |
| ---------------- | -------------------- | ---------------------- | ---------------- |
| 1                | Francois Delecour    | Peugeot 207 S2000      | 06:26,20         |
| 2                | Gergo Szabo          | Skoda Fabia S2000      | 06:34,60         |
| 3                | Valentin Porcișteanu | Mitsubishi Evo X R4    | 06:37,20         |
| 4                | Edwin Keleti         | Mitsubishi Evo X       | 06:39,60         |
| 5                | Dan Girtofan         | Skoda Fabia S2000      | 06:44,20         |
| 6                | Simone Tempestini    | Subaru Impreza STI N15 | 06:49,70         |
| 7                | Daniel Ungur         | Subaru Impreza STI     | 06:49,72         |
| 8                | Rares Tomita         | Mitsubishi Evo IX      | 06:50,20         |
| 9                | Vlad Cosma           | Citroen C2R2 Max       | 06:53,40         |
| 10               | Romulus Preda        | Mitsubishi Evo IX      | 06:54,10         |

### PS 3 - Star Clinic 1
A treia proba are o lungime de 10,5 km.
Marco Tempestini este nevoit să abandoneze, după ce a făcut din nou pană, pe etapa de legătură. Acesta ar fi fost nevoit să parcurgă încă două probe până când să poată ajunge în parcul service.
David Botka preia conducerea în clasamentul OPEN, având un avans de doar 0,5 secunde față de Peter Elek.
Valentin Porcișteanu a întâlnit bicicliști pe proba specială, timpul său având de suferit.
Constantin Răducioiu (Mitsubishi Evo VI) s-a răsturnat la sosire, iar mașina acestuia a luat foc. Proba a fost oprită temporar, echipajul primind asistență.
| Rezultat PS3 CNR | Rezultat PS3 CNR     | Rezultat PS3 CNR       | Rezultat PS3 CNR |
| Pos              | Pilot                | Automobil              | Timp             |
| ---------------- | -------------------- | ---------------------- | ---------------- |
| 1                | Francois Delecour    | Peugeot 207 S2000      | 06:20,70         |
| 2                | Rares Tomita         | Mitsubishi Evo IX      | 06:33,70         |
| 3                | Valentin Porcișteanu | Mitsubishi Evo X R4    | 06:33,90         |
| 4                | Gergo Szabo          | Skoda Fabia S2000      | 06:34,60         |
| 5                | Edwin Keleti         | Mitsubishi Evo X       | 06:39,40         |
| 6                | Dan Girtofan         | Skoda Fabia S2000      | 06:42,40         |
| 7                | Simone Tempestini    | Subaru Impreza STI N15 | 06:42,50         |
| 8                | Sebastian Barbu      | Renault Clio RS        | 06:46,50         |
| 9                | Norbert Bereczki     | Citroen C2R2 Max       | 06:49,70         |
| 10               | Vlad Cosma           | Citroen C2R2 Max       | 06:51,90         |

### PS 4 - Dunlop 1
În clasamentul OPEN, David Botka își mărește avantajul la 6,4 secunde în fața lui Istvan Elek, Norbert Herczig fiind pe poziția a 3-a.
În CNR, Francois Delecour câștigă a treia probă consecutivă, fiind urmat de Gergo Szabo. Podiumul este completat de Valentin Porcișteanu, care are un avans de 1,4 secunde în fața coechipierului BCR, Edwin Keleti.
Mașina lui Dan Gârtofan a avut probleme cu direcția, timpii săi fiind sub așteptări.
| Rezultat PS4 CNR | Rezultat PS4 CNR     | Rezultat PS4 CNR       | Rezultat PS4 CNR |
| Pos              | Pilot                | Automobil              | Timp             |
| ---------------- | -------------------- | ---------------------- | ---------------- |
| 1                | Francois Delecour    | Peugeot 207 S2000      | 02:51,40         |
| 2                | Gergo Szabo          | Skoda Fabia S2000      | 02:54,10         |
| 3                | Edwin Keleti         | Mitsubishi Evo X       | 02:57,20         |
| 4                | Rares Tomita         | Mitsubishi Evo IX      | 02:57,60         |
| 5                | Dan Girtofan         | Skoda Fabia S2000      | 02:58,50         |
| 6                | Valentin Porcișteanu | Mitsubishi Evo X R4    | 02:59,90         |
| 7                | Daniel Ungur         | Subaru Impreza STI     | 03:00,30         |
| 8                | Simone Tempestini    | Subaru Impreza STI N15 | 03:00,40         |
| 9                | Sebastian Barbu      | Renault Clio RS        | 03:09,60         |
| 10               | Norbert Bereczki     | Citroen C2R2 Max       | 03:10,50         |

### PS 5 - Hansen 1
A doua zi a competiției a început cu o proba speciala de 12 km. Francois Delecour reușește să aibă cel mai bun timp, obținând locul 4 în clasamentul OPEN. Bulgarul Georgi Geradzhiev (Ford Fiesta ST) iese în decor, competitorii din urma sa fiind nevoiți să parcurgă proba în regim de etapă, aceștia primind timpi forfetari.

## Ediția 2011
În 2011, organizatorii au primit premiul pentru cea mai bine organizată cursă a anului. Competiția ce s-a desfășurat între 5-6 august l-a avut la start și pe Gheorghe Falcă, primarul Aradului, fiind forligher în raliu, urmând ca un an mai târziu să piloteze în superspecială. Ediția a fost câștigată de echipajul Valentin Porcișteanu/Dan Dobre (Mitsubishi Lancer Evo 9), urmând ca după alte două etape să devină Campionul Național Absolut al României.

## Ediția 2010
Desfășurată între 17-19 septembrie, etapa a fost câștigată de echipajul Gergo Szabo/Csegzy Levente, concurând într-un Mitsubishi Lancer Evo 9.

## Ediția 2009
În 2009, competiția s-a desfășurat între 25-26 septembrie. Câștigătorul etapei a fost Gergo Szabo (Mitsubishi Lacer Evo 9; 1:11:06,4), urmat de Marco Tempestini (Peugeot 207 S2000; 1:12:47,3) și Dan Gârtofan (Subaru Impreza STI N15; 1:16:09,2).